# Windsingel

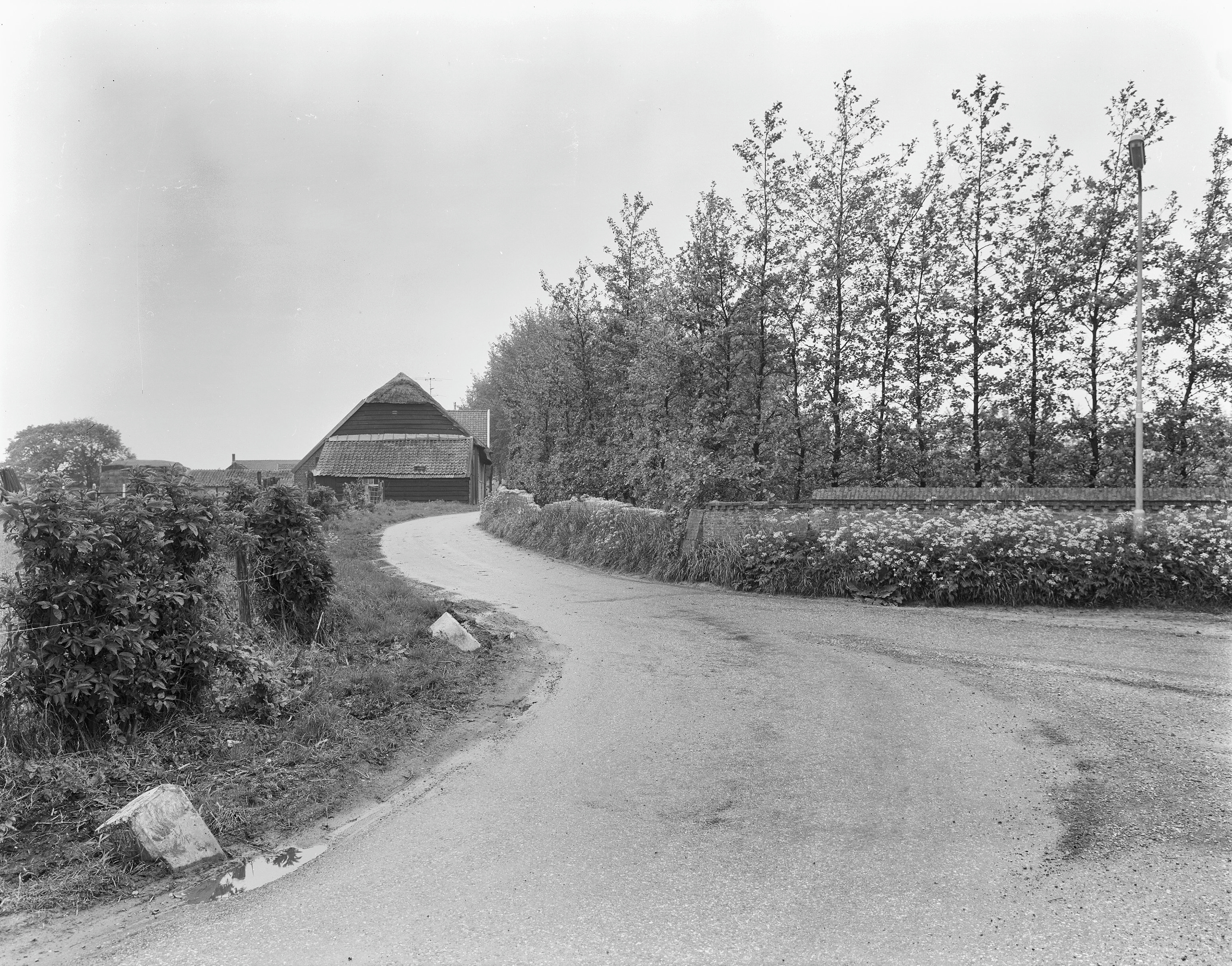
Windsingel in Baarsdorp

Een windsingel is een lintvormige beplanting die wind vangt. Bomenrijen worden vaak bewust als windsingel aangelegd om wind te vangen, zoals aan de windzijde van akkers en laagstamboomgaarden ter bescherming van de daar groeiende cultuurgewassen.
Voor windsingels worden meestal populieren gebruikt, waartussen lagere bomen als elzen en meidoorns worden geplant. In grote tuinen kunnen deze gecombineerd worden met onderbegroeiing van allerlei struiken zoals kardinaalsmuts, krenteboompjes, egelantiers, sneeuwbessen en Gelderse roos.